# إيديسيوس
إيديسيوس (بالإنجليزية: Aedesius of Alexandria)‏ (و. – 306 م) هو فيلسوف من روما القديمة، ولد في باتارا، توفي في الإسكندرية.